# Eowa de Mercia
Eowa de Mercia (o Eawa de Mercia) fue uno de los hijos de Pybba rey de Mercia y hermano del rey Penda; de acuerdo a Historia Brittonum y Annales Cambriae. Estas dos fuentes establecen que Eowa fue rey de los mercios al momento de la Batalla de Maserfield (o Cogwy), en la que fue asesinado, el 5 de agosto de lo que fue probablemente el año 642. Los posteriores reyes de Mercia Ethelbaldo, Offa y Ecgfrith eran descendientes de Eowa; el período de su gobierno comenzó en 716, después de la muerte de Ceolredo, nieto de Penda, y terminó con la muerte Ecgfrith en diciembre de 796.
En la batalla de Maserfield Oswaldo de Northumbria fue derrotado y asesinado por los mercios bajo el mando de Penda. Eowa también murió en esta batalla, aunque se sabe poco acerca de ello. Se ha sugerido que Eowa pudo haber sido un cogobernante de la mercios junto con Penda, o incluso con un estatus superior al que Penda tenía en ese momento (si es así, esto podría explicar por qué la Historia Brittonum parece datar el reinado de Penda a partir de la batalla de Maserfield), y que podría haber estado sujeto a Oswaldo y por lo tanto luchar como su aliado en la batalla. Es posible que fuera costumbre entre los mercios hasta ese momento que hubiera más de un rey, y que Penda y Eowa pudieran haber gobernado a los mercios del sur y del norte respectivamente.
Ni Beda, en su Historia ecclesiastica gentis Anglorum, ni la Crónica anglosajona mencionan la participación o muerte de Eowa en Maserfield, o que previamente hubiera sido rey de Mercia, aunque la Crónica lo menciona al trazar la genealogía de Ethelbaldo y Offa.
Nicholas Brooks escribió que si se considera que Eowa gobernó durante el período comprendido entre aproximadamente 635 y Maserfield, esto podría explicar el registro de una oscura incursión galesa en el territorio de Mercia, durante la cual se dice que no se mostró piedad para con «los monjes que poseían los libros». Brooks señaló que si Eowa era títere de Northumbria, habría la posibilidad de que Oswaldo pudiera haber tomado medidas para promover el cristianismo en Mercia durante ese tiempo, lo que explica la presencia de monjes en lo que era todavía un reino pagano. Ya que se conoce que Penda fue aliado de los galeses, esto, junto con la presencia de los monjes, hace parecer poco probable que el ataque hubiera tenido lugar durante su gobierno.
La Crónica anglosajona registra el linaje de su nieto Ethelbaldo, que gobernó desde el 716 hasta el 757: 

Ethelbaldo fue descendencia de Alweo, Alweo fue descendencia de Eawa, Eawa fue descendencia de Pybba [...].

Más adelante, da el linaje de su tataranieto Offa, que gobernó de 757 a 796 y descendía de Osmod hijo de Eowa. La supuesta ascendencia se extiende hasta Woden:

Aquel Offa era descendiente de Thingfrith, Thingfrith era descendiente de Eanwulf, Eanwulf era descendiente de Osmod, Osmod era descendiente de Eawa, Eawa era descendiente de Pybba, Pybba era descendiente de Creoda, Creoda era descendiente de Cynewald, Cynewald era descendiente de Cnebba, Cnebba era descendiente de Icel, Icel era descendiente de Eomer, Eomer era descendiente de Angeltheow, Angeltheow era descendiente de Offa, Offa era descendiente de Wermund, Wermund era descendiente de Wihtlaeg, Wihtlaeg era descendiente de Woden.

La Historia Brittonum dice que Pybba tuvo 12 hijos, pero que Penda y Eowa fueron los dos más conocidos.